# Sant'Anastasia
Sant'Anastasia é uma comuna italiana da região da Campania, província de Nápoles, com cerca de 28819 habitantes. Estende-se por uma área de 18.76 km², tendo uma densidade populacional de 1536,0 hab/km². Faz fronteira com Casalnuovo di Napoli, Ercolano, Pollena Trocchia, Pomigliano d'Arco, Somma Vesuviana.

## Demografia
| Variação demográfica do município entre 1861 e 2011                               |
|                                                                                   |
| Fonte: Istituto Nazionale di Statistica (ISTAT) - Elaboração gráfica da Wikipedia |